# Позиция Филидора
Позиция Филидора — типичная ничейная позиция в эндшпиле «ладья с пешкой против ладьи». Слабейшей стороне следует всячески стремиться к этой позиции, чтобы достичь ничьей. Названа в честь французского шахматиста Ф. А. Филидора, который предложил эффективный метод защиты.

## Пример
|   | a                                                                                       | b                                                                                       | c                                                                                       | d                                                                                       | e                                                                                       | f                                                                                       | g                                                                                       | h                                                                                       |   |
| - | --------------------------------------------------------------------------------------- | --------------------------------------------------------------------------------------- | --------------------------------------------------------------------------------------- | --------------------------------------------------------------------------------------- | --------------------------------------------------------------------------------------- | --------------------------------------------------------------------------------------- | --------------------------------------------------------------------------------------- | --------------------------------------------------------------------------------------- | - |
| 8 | b5 белая ладья · e4 чёрная пешка · f4 чёрный король · a2 чёрная ладья · e1 белый король | b5 белая ладья · e4 чёрная пешка · f4 чёрный король · a2 чёрная ладья · e1 белый король | b5 белая ладья · e4 чёрная пешка · f4 чёрный король · a2 чёрная ладья · e1 белый король | b5 белая ладья · e4 чёрная пешка · f4 чёрный король · a2 чёрная ладья · e1 белый король | b5 белая ладья · e4 чёрная пешка · f4 чёрный король · a2 чёрная ладья · e1 белый король | b5 белая ладья · e4 чёрная пешка · f4 чёрный король · a2 чёрная ладья · e1 белый король | b5 белая ладья · e4 чёрная пешка · f4 чёрный король · a2 чёрная ладья · e1 белый король | b5 белая ладья · e4 чёрная пешка · f4 чёрный король · a2 чёрная ладья · e1 белый король | 8 |
| 7 | b5 белая ладья · e4 чёрная пешка · f4 чёрный король · a2 чёрная ладья · e1 белый король | b5 белая ладья · e4 чёрная пешка · f4 чёрный король · a2 чёрная ладья · e1 белый король | b5 белая ладья · e4 чёрная пешка · f4 чёрный король · a2 чёрная ладья · e1 белый король | b5 белая ладья · e4 чёрная пешка · f4 чёрный король · a2 чёрная ладья · e1 белый король | b5 белая ладья · e4 чёрная пешка · f4 чёрный король · a2 чёрная ладья · e1 белый король | b5 белая ладья · e4 чёрная пешка · f4 чёрный король · a2 чёрная ладья · e1 белый король | b5 белая ладья · e4 чёрная пешка · f4 чёрный король · a2 чёрная ладья · e1 белый король | b5 белая ладья · e4 чёрная пешка · f4 чёрный король · a2 чёрная ладья · e1 белый король | 7 |
| 6 | b5 белая ладья · e4 чёрная пешка · f4 чёрный король · a2 чёрная ладья · e1 белый король | b5 белая ладья · e4 чёрная пешка · f4 чёрный король · a2 чёрная ладья · e1 белый король | b5 белая ладья · e4 чёрная пешка · f4 чёрный король · a2 чёрная ладья · e1 белый король | b5 белая ладья · e4 чёрная пешка · f4 чёрный король · a2 чёрная ладья · e1 белый король | b5 белая ладья · e4 чёрная пешка · f4 чёрный король · a2 чёрная ладья · e1 белый король | b5 белая ладья · e4 чёрная пешка · f4 чёрный король · a2 чёрная ладья · e1 белый король | b5 белая ладья · e4 чёрная пешка · f4 чёрный король · a2 чёрная ладья · e1 белый король | b5 белая ладья · e4 чёрная пешка · f4 чёрный король · a2 чёрная ладья · e1 белый король | 6 |
| 5 | b5 белая ладья · e4 чёрная пешка · f4 чёрный король · a2 чёрная ладья · e1 белый король | b5 белая ладья · e4 чёрная пешка · f4 чёрный король · a2 чёрная ладья · e1 белый король | b5 белая ладья · e4 чёрная пешка · f4 чёрный король · a2 чёрная ладья · e1 белый король | b5 белая ладья · e4 чёрная пешка · f4 чёрный король · a2 чёрная ладья · e1 белый король | b5 белая ладья · e4 чёрная пешка · f4 чёрный король · a2 чёрная ладья · e1 белый король | b5 белая ладья · e4 чёрная пешка · f4 чёрный король · a2 чёрная ладья · e1 белый король | b5 белая ладья · e4 чёрная пешка · f4 чёрный король · a2 чёрная ладья · e1 белый король | b5 белая ладья · e4 чёрная пешка · f4 чёрный король · a2 чёрная ладья · e1 белый король | 5 |
| 4 | b5 белая ладья · e4 чёрная пешка · f4 чёрный король · a2 чёрная ладья · e1 белый король | b5 белая ладья · e4 чёрная пешка · f4 чёрный король · a2 чёрная ладья · e1 белый король | b5 белая ладья · e4 чёрная пешка · f4 чёрный король · a2 чёрная ладья · e1 белый король | b5 белая ладья · e4 чёрная пешка · f4 чёрный король · a2 чёрная ладья · e1 белый король | b5 белая ладья · e4 чёрная пешка · f4 чёрный король · a2 чёрная ладья · e1 белый король | b5 белая ладья · e4 чёрная пешка · f4 чёрный король · a2 чёрная ладья · e1 белый король | b5 белая ладья · e4 чёрная пешка · f4 чёрный король · a2 чёрная ладья · e1 белый король | b5 белая ладья · e4 чёрная пешка · f4 чёрный король · a2 чёрная ладья · e1 белый король | 4 |
| 3 | b5 белая ладья · e4 чёрная пешка · f4 чёрный король · a2 чёрная ладья · e1 белый король | b5 белая ладья · e4 чёрная пешка · f4 чёрный король · a2 чёрная ладья · e1 белый король | b5 белая ладья · e4 чёрная пешка · f4 чёрный король · a2 чёрная ладья · e1 белый король | b5 белая ладья · e4 чёрная пешка · f4 чёрный король · a2 чёрная ладья · e1 белый король | b5 белая ладья · e4 чёрная пешка · f4 чёрный король · a2 чёрная ладья · e1 белый король | b5 белая ладья · e4 чёрная пешка · f4 чёрный король · a2 чёрная ладья · e1 белый король | b5 белая ладья · e4 чёрная пешка · f4 чёрный король · a2 чёрная ладья · e1 белый король | b5 белая ладья · e4 чёрная пешка · f4 чёрный король · a2 чёрная ладья · e1 белый король | 3 |
| 2 | b5 белая ладья · e4 чёрная пешка · f4 чёрный король · a2 чёрная ладья · e1 белый король | b5 белая ладья · e4 чёрная пешка · f4 чёрный король · a2 чёрная ладья · e1 белый король | b5 белая ладья · e4 чёрная пешка · f4 чёрный король · a2 чёрная ладья · e1 белый король | b5 белая ладья · e4 чёрная пешка · f4 чёрный король · a2 чёрная ладья · e1 белый король | b5 белая ладья · e4 чёрная пешка · f4 чёрный король · a2 чёрная ладья · e1 белый король | b5 белая ладья · e4 чёрная пешка · f4 чёрный король · a2 чёрная ладья · e1 белый король | b5 белая ладья · e4 чёрная пешка · f4 чёрный король · a2 чёрная ладья · e1 белый король | b5 белая ладья · e4 чёрная пешка · f4 чёрный король · a2 чёрная ладья · e1 белый король | 2 |
| 1 | b5 белая ладья · e4 чёрная пешка · f4 чёрный король · a2 чёрная ладья · e1 белый король | b5 белая ладья · e4 чёрная пешка · f4 чёрный король · a2 чёрная ладья · e1 белый король | b5 белая ладья · e4 чёрная пешка · f4 чёрный король · a2 чёрная ладья · e1 белый король | b5 белая ладья · e4 чёрная пешка · f4 чёрный король · a2 чёрная ладья · e1 белый король | b5 белая ладья · e4 чёрная пешка · f4 чёрный король · a2 чёрная ладья · e1 белый король | b5 белая ладья · e4 чёрная пешка · f4 чёрный король · a2 чёрная ладья · e1 белый король | b5 белая ладья · e4 чёрная пешка · f4 чёрный король · a2 чёрная ладья · e1 белый король | b5 белая ладья · e4 чёрная пешка · f4 чёрный король · a2 чёрная ладья · e1 белый король | 1 |
|   | a                                                                                       | b                                                                                       | c                                                                                       | d                                                                                       | e                                                                                       | f                                                                                       | g                                                                                       | h                                                                                       |   |

Основной идеей метода защиты Филидора является лишение короля противника убежища от шахов по вертикали. При этом король слабейшей стороны уже должен быть на поле превращения пешки или в непосредственной близости от него, задерживая пешку.
Если в позиции на диаграмме ход белых, то они могут применить метод защиты Филидора.
1. Лb5—b3! …
Белые совсем не пытаются остановить движение пешки вперёд. Замысел их заключается в том, чтобы лишить короля чёрных возможности прятаться за своей пешкой от вертикальных шахов на поле e3.
1. ... e4—e3
Если чёрные выжидают (например, 1. ... Лg2), то и белые выжидают (например, 2. Лa3).
2. Лb3—b8! Крf4—f3
Теперь белая ладья начинает преследовать чёрного короля шахами.
3. Лb8—f8+ Крf3—e4
4. Лf8—e8+ Крe4—d4
5. Лe8—d8+ Крd4—c5
Ладья отгоняет короля от третьего ряда, а затем после Лe8 чёрная пешка теряется.